# Нернст, Вальтер
Вальтер Герман Нернст (нем. Walther Hermann Nernst, 25 июня 1864[…], Вомбжезьно, провинция Пруссия — 18 ноября 1941[…], Бад-Мускау, Саксония) — немецкий физик и химик. Профессор и академик. Лауреат Нобелевской премии по химии (1920) «в признание его работ по термодинамике».

## Биография

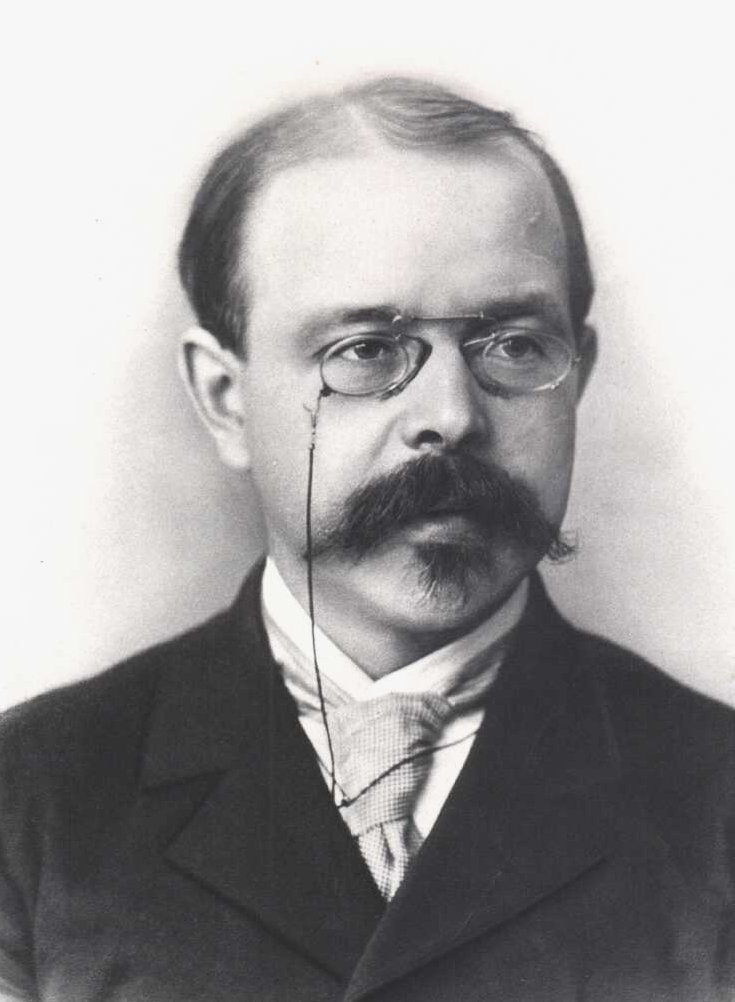
Нернст в 1889 году

Нернст был сыном Густава Нернста (1827—1888) и Оттилии (1833—1876), дочери Карла Августа Нергера и Августы Сперлинг. Его отец был судьёй в городе Грудзёндз. В 1892 году Нернст женился на Эмме Лохмайер (1871—1949), дочери Гёттингенского профессора медицины и хирурга Фердинанда Лохмайера (1826—1911) и Минны Амалии Августы Гейне-Гедерслебен. В этом браке появились на свет три дочери, Хильдегард (1894—1955), Эдит (1900—1980) и Ангела, и два сына, Рудольф (погиб в 1914) и Густав (погиб в 1917). Оба сына погибли в Первой мировой войне. В Гёттингене Нернст в 1899 году купил автомобиль, который был первым частным автомобилем в городе. Другими пристрастиями Нернста были охота и разведение карпов. В 1898 году Нернст продал патент на лампу Нернста Всеобщей электрической компании (нем. AEG). Он вложил крупную сумму из этих средств на развитие институтов Гёттингена. И AEG, и сам Нернст пропагандировали лампу во всём мире, так что она появилась на Всемирной выставке в Париже (1900) и в США на ярмарках в Буффало (1901) и Сент-Луисе (1904).

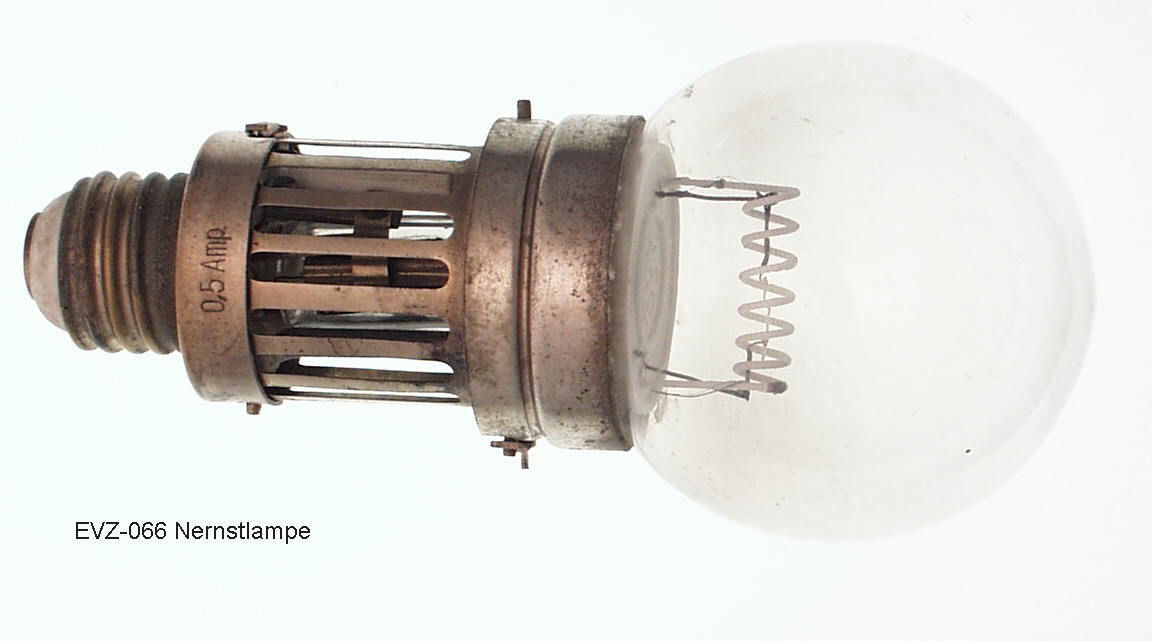
Лампа Нернста

В 1905 году Нернст на своём автомобиле переехал из Гёттингена в Берлин, и в 1907 году купил первое своё поместье Ритц в Тройенбрицене. В 1918 году он приобрёл винокуренный завод и дворянское поместье в Темплине. После его продажи в 1919 году, он приобрёл в 1922 году усадьбу Обер-Цибелле в Мускау, куда он и уехал после выхода на пенсию в 1933 году. При нацистском режиме всем было ясно, что Нернст не являлся его сторонником. Он не делал из этого секрета и из-за этого он стал причиной скандала, когда отказался на заседаниях Берлинской академии наук петь «песню Хорста Весселя». Нернст потерял своё место в сенате Общества кайзера Вильгельма и был исключён из других академических институтов, принадлежащих национал-социалистам, насколько это было возможно. И, в конечном итоге, он отказался от поместья в Карлсбаде. Те учёные, которые остались в Германии, в частности Макс фон Лауэ, посещали его в Обер-Цибелле, также как и его дочь Эдит. Когда началась Вторая мировая война, стало невозможно иметь прямую почтовую связь между Нернстом и его дочерями Анжелой, которая была в Бразилии, и Хильде, которая жила в Лондоне, поэтому в качестве связующего звена выступал его друг Вильгельм Пальмайер, который жил на тот момент на нейтральной территории Швеции. В 1939 году Нернст перенёс инсульт и его здоровье резко ухудшилось. В 1941 году Нернст сжёг свои личные заметки, вероятно потому, что он боялся, что после его смерти они могли попасть в руки нацистов и скомпрометировать других людей. Нернст умер 18 ноября 1941 года в своём поместье. Его жена позже говорила, что сразу же после потери сознания он скончался. Одними из последних его слов было: «Я всегда был за правду». После кремации в Берлин-Вильмерсдорф урна оставалась до 1951 года в Обер-Цибелле, а после она была похоронена в семейной могиле на городском кладбище Гёттингена, в непосредственной близости от других известных учёных, таких как Макс Планк и Макс фон Лауэ.

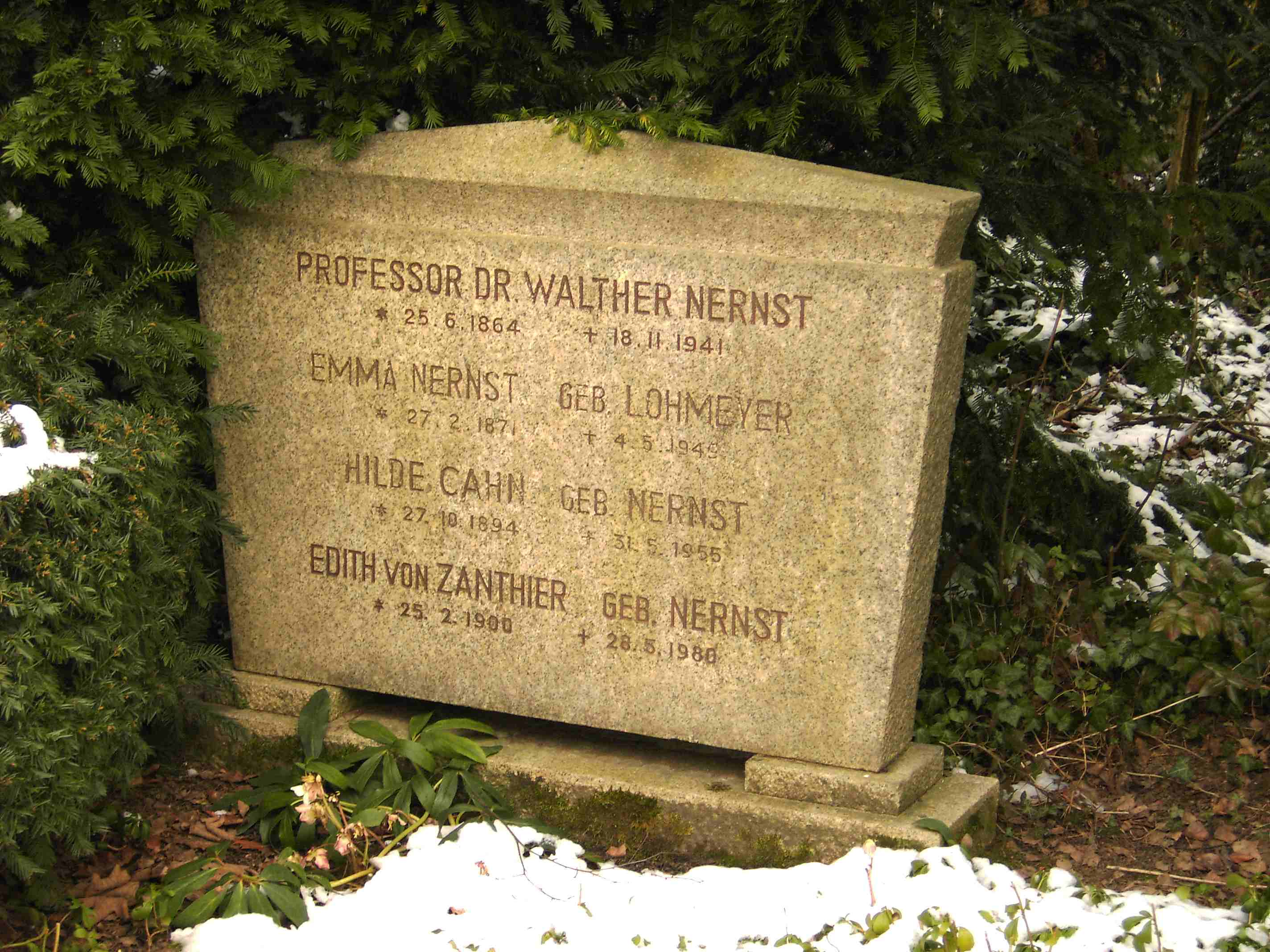
Могила Нернста на Гёттингенском городском кладбище

За несколько дней до объявления войны Германской империей в США New York Times опубликовала некролог Нернсту. В нём говорилось, что Нернст положителен в своей неповторимости, изобретательности и смелости мышления, воплощённой в эпохе, в которой немецкому учёному всё ещё дозволено думать и говорить свободно. Эйнштейн сформулировал по-другому: 
Несмотря на то, что Нернст иногда давал волю детскому тщеславию и самодовольству, у него было великолепное и безошибочное понимание сути вещей, и каждый разговор с ним выявлял новые интересные аспекты. То, что в особенности отличало его от большинства своих соотечественников, это его удивительная свобода от предрассудков. Нернст судил обстоятельства и дела людей, как и их самих, по их воздействию и влиянию, а не в соответствии с социальными или нравственными идеалами своего времени. Те, кто был лично знаком с Нернстом, говорили, что никого похожего никогда не встречали.
 Студенты Нернста, однако, воздерживались от хвалебных некрологов. Помимо своего участия в Газовой войне, в которой Нернст сыграл определённую роль, каждый, кто прошёл путь образования с ним, имеет свои травмы: Нернст получил в своё время прозвище Кронос, потому что он, как и греческий бог, готов был «поглотить» и своих сыновей, и учеников. Вдова Нернста получила от Королевского общества в Лондоне, по пути через Швейцарию, письмо с соболезнованиями. 

Научные коллеги Нернста из музея факультета химии Гёттингенского университета опубликовали насмешливо-критическое повествование, которое, вероятнее всего, вышло из-под пера Лотте Варбурга. Тридцать лет назад Нернст написал сказку с названием «Между пространством и временем», в которой обманутый король стреляет в парочку влюблённых, физика и королеву, в космическом пространстве. Пуля летела со скоростью света, так как «по расчётам исследователя, пуля наполнилась неизменной любовью».

## Научные достижения

### Образование
После окончания средней школы в Грудзёндзе Нернст стал изучать естественные науки в Цюрихе (Швейцария), Берлине и Граце. В 1883 году в Швейцарии он обучался физике у Генриха Фридриха Вебера (1843—1912), математике — у Арнольда Мейера (1844—1896) и химии — у Виктора Мерца (1839—1904). В 1885 году он переехал в Берлин и продолжил обучение физике у Рихарда Бёрнштейна, математике у Георга Геттнера и химии у Генриха Ландольта. С 1886 года Нернст стал углублять свои знания в области физики с Людвигом Больцманом. Совместно с Альбертом фон Эттингсгаузеном и математиком Генрихом Штрайнцом, находясь в Граце, они открыли эффект, который вскоре был назван эффектом Эттингсгаузена-Нернста. 

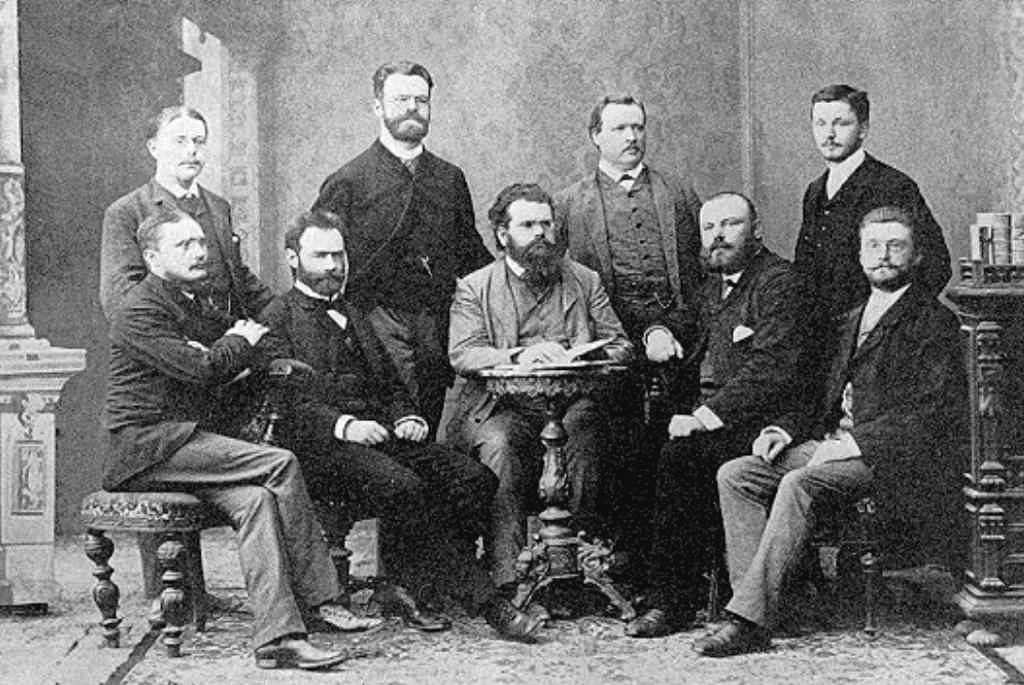
Общество Больцмана

Для дальнейшего обучения и защиты докторской диссертации в конце 1886 года Фридрих Кольрауш предложил Нернсту поехать в Вюрцбург, поскольку Технический университет в Граце получил право на проведение защиты диссертаций только в 1902 году. Уже в мае 1887 года Нернст получил докторскую степень по теме «Об электродвижущих силах, которые порождаются магнетизмом, в пронизанных потоком тепла металлических дисках». В середине 1887 года Нернст вместе со Сванте Аррениусом вернулся в Грац. В это же время в Грац приехал Вильгельм Оствальд, чтобы навестить своего друга Аррениуса. В результате такого стечения обстоятельств Нернст принял предложение Оствальда защитить хабилитационную диссертацию в Лейпциге. 

23 октября 1889 года Нернст защитил свою хабилитационную диссертацию по теме «Электродвижущая сила ионов» в Лейпциге, которая подтверждала идеи Аррениуса и разработанную Оствальдом уточняющую модель об ионах. 

В 1890 году Нернст недолгое время преподавал в университете Гейдельберга, затем перешёл в университет Гёттингена, где с ассистентом Эдуардом Рикке был с 1891 года доцентом, а в 1895 году стал профессором. В 1905 году он стал профессором физической химии в Берлинском университете и пробыл там с 1924 года по 1932 год на кафедре физической химии. C 1905 года и до своей смерти Нернст являлся действительным членом Королевской Прусской академии наук, в 1920—1921 годах — ректор Берлинского университета и с 1922 года по 1924 год — президент Физико-технического государственного института.

### Электрохимия
В его работе, выполненной вместе с Вильгельмом Оствальдом, рассмотрены сосуды с разными концентрациями одинаковых ионов. Ионы из более концентрированного раствора из-за диффузии переходят в раствор с более низкой концентрацией. При диффузии катионы или анионы могут опережать друг друга. Но из-за того что раствор всегда должен быть электрически нейтральным, противоположно заряженные ионы стремятся компенсировать разницу заряда. Вследствие этих процессов на границе раздела фаз образуется потенциал диффузии. 

Основываясь на работах Сванте Аррениуса и Вант-Гоффа в 1889 году Нернст, в своей хабилитационной диссертации, описал процессы в гальванических элементах. Так же как давление пара над раствором или осмотическое давление между растворами различной концентрации, в гальванических элементах существует электрическое давление раствора, которое пропорционально концентрации электролита. Так, если в ячейке Даниэля в качестве одного электрода взять менее благородный металл, например, цинк, то положительные ионы цинка самопроизвольно перейдут в раствор, в результате чего этот электрод зарядится отрицательно. На благородном же электроде, например, на медном, давление раствора мало, и поэтому положительные ионы меди из раствора осядут на нём, а заряд электрода из-за этого станет положительным. Если два электрода соединить электрически, то вследствие такого распределения заряда потечёт электрический ток. Нернст описал этот электрохимический процесс с помощью дифференциального уравнения. Решение данного уравнения известно как уравнение Нернста. Это уравнение справедливо не только для гальванических элементов, но и для любых окислительно-восстановительных реакций, а также связывает электрохимию и термодинамику. 

В 1891 году Нернст сформулировал закон распределения Нернста. Закон устанавливает зависимости распределения вещества между двумя несмешивающимися жидкостями. Это находит применение в хроматографии и экстракции. 

В 1892 году Нернст исследовал разность потенциалов на границе раздела фаз, например, на границе серебра и хлорида серебра. Нернст вместе с Паулем Вальденом установил зависимость между диссоциацией солей и кислот в различных растворителях от диэлектрической проницаемости этих растворителей. 

В 1893 году он написал «Учебник по теоретической химии». А в 1895 году вместе с Артуром Морицем Шёнфлисом «Введение в математическую обработку естественных наук». 

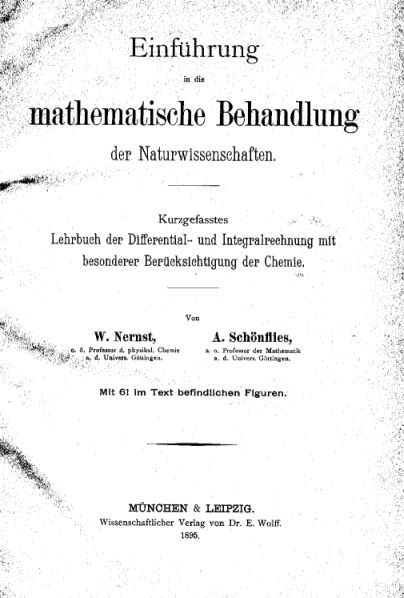

Нернст предложил отказаться от поисков стандарта электродного потенциала и вместо этого определять все потенциалы по отношению к потенциалу платинового электрода в 1н растворе кислоты. Предложение было воспринято с одобрением: нормальные потенциалы с тех пор определяются относительно такого электрода. 

В 1907 году Нернст занимался расчётами диффузионного слоя при электролизе. Толщина данного слоя теперь носит название «Диффузионного слоя Нернста». 

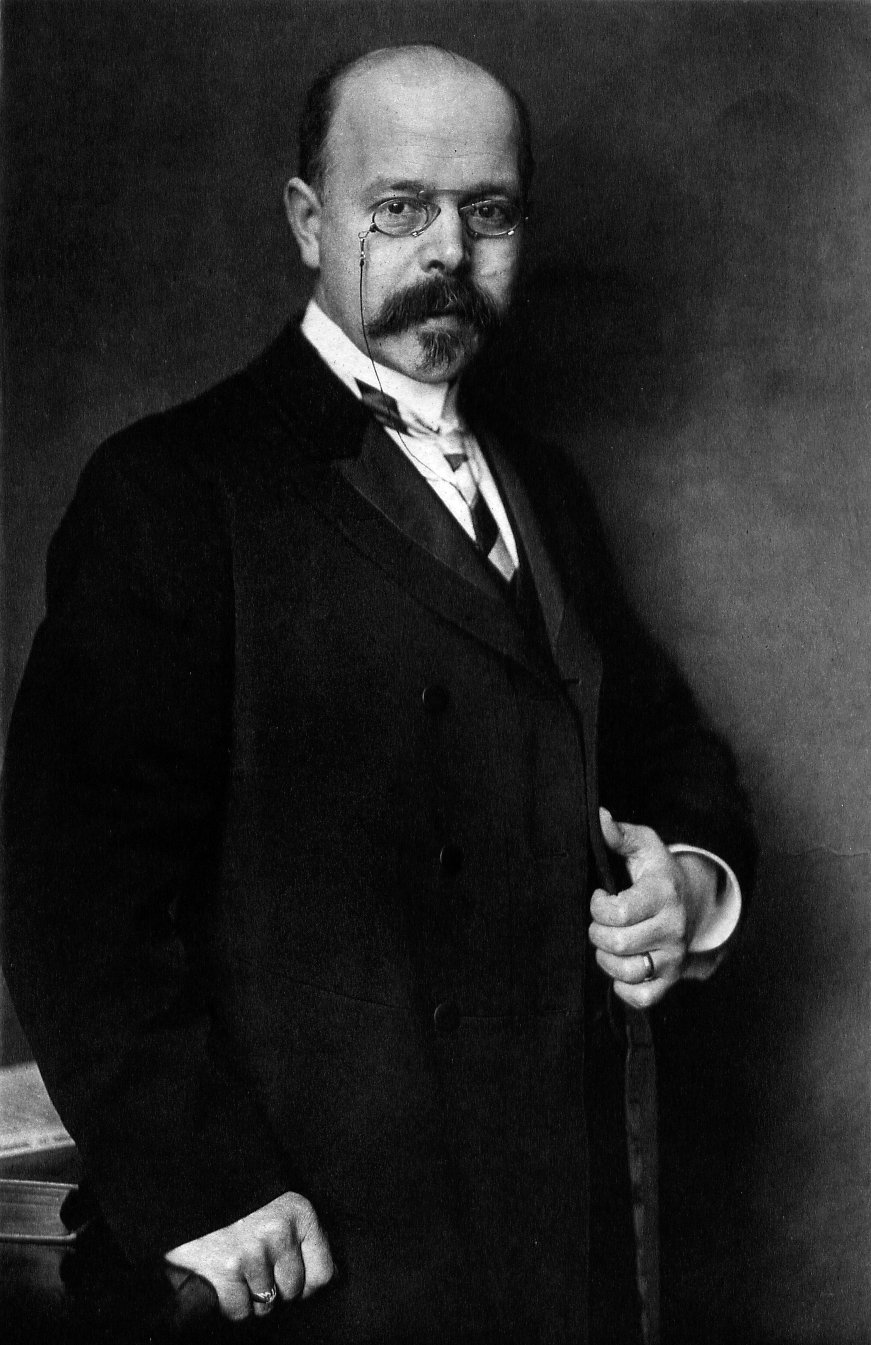
Фотография Нернста. Автор: Никола Першайд. 1906 год

### Другие области физической химии
Кроме электрохимии Нернст проводил исследования и в других областях физической химии, например, изучал кинетику процессов в гетерогенных газовых системах и жидких кристаллах. Кроме того, Нернст обнаружил, что энергии света достаточно для разложения молекул хлора и водорода и образования молекул хлористого водорода. Тем самым он внёс неоценимый вклад в квантовую механику Макса Планка.

### Третий закон термодинамики
В 1905 году в своей лекции в Берлинском университете Нернст сформулировал третий закон термодинамики (тепловая теорема Нернста, теорема Нернста). Официально он представил свою теорию 23 декабря 1905 года в Королевском обществе наук в Гёттингене. В дальнейшей формулировке Макса Планка: энтропия при абсолютном нуле равна нулю. Следствием этого утверждения является недоступность абсолютного нуля температуры.

### Другие исследования

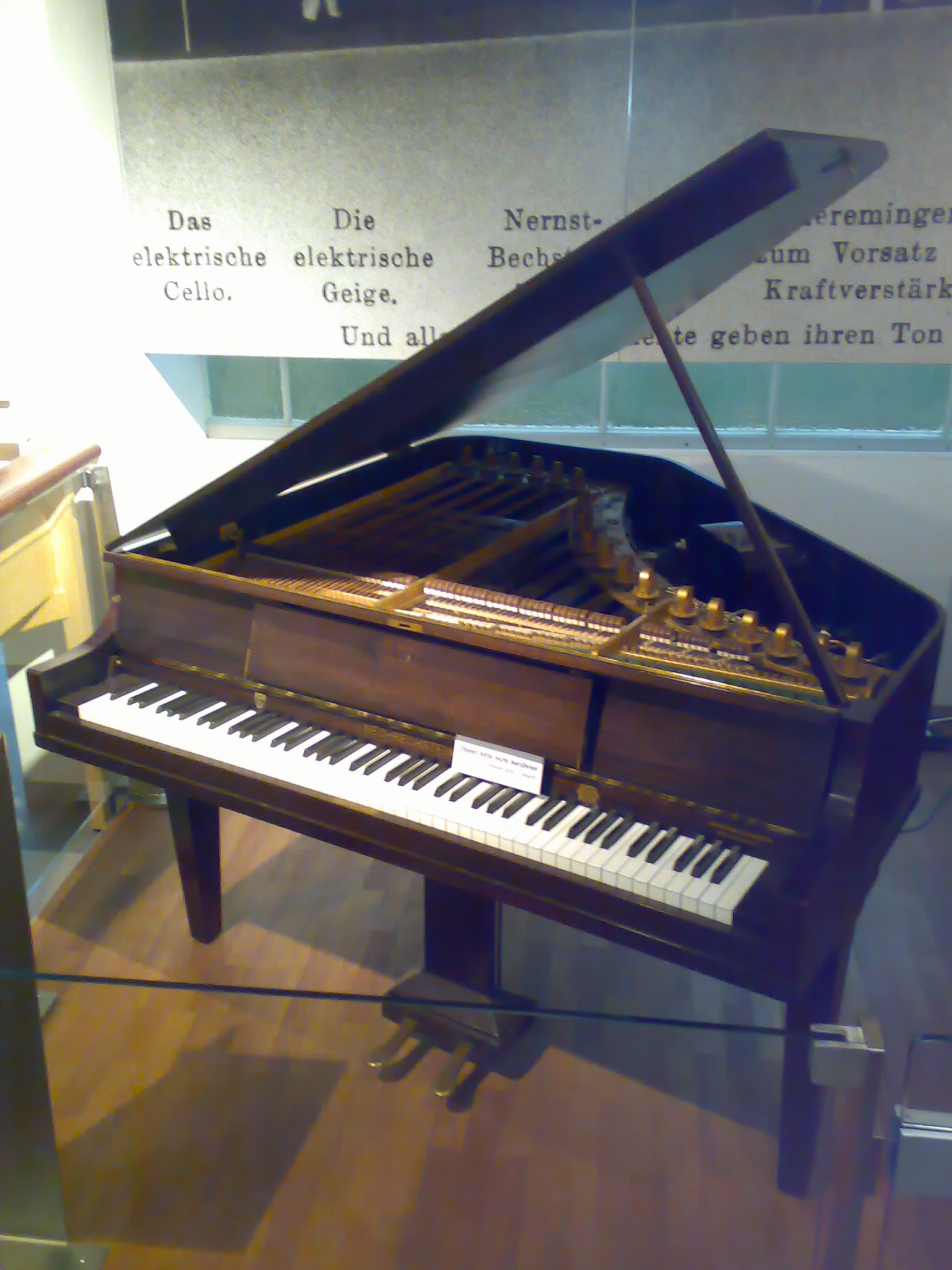
Первое электронное пианино

В 1893 году в Гёттингене Нернст изобрёл новый метод измерения диэлектрической проницаемости. В 1897 году он изобрёл лампу, которая была названа лампа Нернста. Также он изучил практически значимые для автомобилей химические процессы в двигателях внутреннего сгорания и в результате исследований предложил впрыск закиси азота для увеличения производительности. Он участвовал в разработке первого электрического фортепиано, которое называется Бехштейн-Сименс-Нернст-Флюгель (Нео-Бехштейн).
В 1921 году в лекции «Вселенная в свете современных исследований», прочитанной им в Берлинской академии, используя по аналогии работы Э.Барнарда и Д.Джинса, поставил вопрос о том, возможно ли определённое квазистационарное состояние Галактики, при котором в процессе разрушения одних звёзд высвобождается столько же вещества, сколько его тратится на формирование других, образующихся в это же время.

## Деятельность в области военных исследований
Нернст оставил мало записей и переписок частного характера, поскольку незадолго до смерти он уничтожил все документы и переписки, которые находились в его распоряжении. Поэтому не остаётся практически ничего другого, кроме как распоряжаться данными из «третьих рук» для понимания его личных мыслей и решений.

### Военный энтузиазм
В мае 1914 года Нернст был на лекционном турне в Южной Америке. Едва он вернулся оттуда, как в начале августа 1914 года началась Первая мировая война. Нернст принял активное участие в военных действиях, как и большинство остального населения, в том числе большинство немецких профессоров. В то время ему было уже около пятидесяти лет, однако даже в Берлине он был одним из немногих, у кого имелся личный автомобиль. Поэтому он сразу же вступил в Императорский добровольческий автомобильный корпус в качестве водителя. Как вольноопределяющийся он пытался самостоятельно практиковать надлежащее поведение: 
Так он маршировал перед своим домом взад и вперёд и учился под контролем (его жены) правильному приветствию. В момент прощания с институтом он всё ещё испытывал волнение. Все сотрудники вышли на Бунзен-штрассе, чтобы уже проститься с Нернстом, как тот внезапно вышел из машины и окрикнул заведующего складом. Выяснилось, что он хотел взять большее количество резиновых пробок, чтобы он мог закупоривать отверстия, если враг обстреляет его бензобак.

Таким образом, Нернст, как «бензиновый лейтенант», принимал участие в продвижении немецких войск на Париж вплоть до сентября 1914 года — битвы на Марне. Этот период жизни, биограф описывает так: 
Во время Первой мировой войны Нернст отдаёт в распоряжение свою рабочую силу армии.

### Комиссия Нернста и Дуйсберга
Об участии Нернста в военных исследованиях существуют противоречивые сведения. 

Так, майор Макс Бауэр специалист по артиллерии, руководитель Отдела II тяжёлой артиллерии, миномётчик и заведующий боеприпасами верховного командования, уже в сентябре 1914, опасаясь «нехватки взрывчатых веществ » при более длительной войне, исследовал возможность их компенсирования за счёт использования прекурсоров как химического оружия. Далее Бауэр во второй половине сентября 1914 года предложил начальнику генерального штаба Эриху фон Фалькенхайну исследовать химическое оружие в окопной войне. При этом он думал об оружии, которое «включает твёрдые, жидкие и газообразные компоненты, которые наносят вред врагам или вовсе делают их небоеспособными». Это должно было стать началом введения химического оружия в Германии. Фалькенхайн тут же одобрил это предложение. В связи с этим он пригласил Нернста, чтобы узнать его мнение по этому вопросу. Нернст сразу «с удовольствием» согласился сотрудничать, а также заключил контракт с Карлом Дуйсбергом, химиком, совладельцем и гендиректором фабрики «Фридрих Бауер и Ко» в Леверкузене. Дуйсберг приступил к делу не сразу из-за технических проблем, но затем так же сотрудничал с Нернстом. 

Из сведений другого источника следует, что после неудачи на Марне, Нернст сам предложил свои услуги немецкой армии в Берлине. При этом он проявлял большой интерес к делу. 

Помимо этого есть убеждение, что вскоре после назначения на пост прусского военного министра генерал Эрих фон Фалькенхайн призвал Нернста и эксперта артиллерии майора Теодора Михелиса для «повышения эффективности снарядов». Нернст также привлёк к этому делу своего давнего знакомого химика и промышленника Карла Дуйсберга. 

Так или иначе, вскоре были решены юридические, организационные и технические вопросы и 19 октября 1914 года Нернст, как представитель науки, подписал секретное соглашение с названием «Дианизидин-соглашение», которое также было подписано представителем военного министерства (майором в Большом штабе Теодором Михелисом) и представителем химической промышленности (Карлом Дуйсбергом). На следующий день Фалькенхайн мог уже сказать Прусскому министерству о том, что «потенциал артиллерии будет расти». Нернст тогда состоял в батальоне Полевой артиллерии I, позже просто I. В армии сформировалась группа артиллеристов, готовых проводить тестирование нового оружия. Позже и с другими учёными, офицерами и промышленниками были проведены консультации, и с середины 1915 года группа неофициально была названа «Наблюдательная и экзаменационная комиссия подрывных и стрелковых снарядов». 

Фриц Габер поначалу также состоял в комиссии, однако вскоре получил собственные поручения и средства. Главным образом через него, а также через институты общества кайзера Вильгельма (KWG) в годы Первой мировой войны практически все знаменитые физики, химики и биологи были вовлечены в военные исследования. Нернст и Габер конкурировали друг с другом за государственное признание и, следовательно, за финансирование. И даже несмотря на то, что Нернст, в связи со своей специальностью, был в основном занят разработками снарядов и орудий, они часто пересекались с Габером, в основном из-за химических и организационных вопросов. Работа Нернста в этой сфере продолжалась несколько лет, он занимался не только улучшением снарядов и орудий, но также и другими химическими аспектами, например, разработкой отравляющих и даже смертельно действующих веществ.

### Фонд военно-технических наук кайзера Вильгельма
Основанный кайзером Вильгельмом в 1916 году фонд военно-технических наук вернулся к совместной деятельности с химической промышленностью, благодаря одному из основателей общества кайзера Вильгельма Фридриха Шмидт-Отта и главы общества кайзера Вильгельма по физической химии и электрохимии Фрица Габера. Основная задача фонда была являться центральной инстанцией в военных исследованиях, данная задача никогда не выполнялась, однако шесть специальных комиссий в строго секретной обстановке способствовали военным исследованиям. Нернст был руководителем специальной комиссии III (физика), которая в том числе занималась баллистическими вопросами новых химических снарядов и поведением освобождённых боевых отравляющих веществ при различных температурах. Фриц Габер был руководителем специальной комиссии II (химические боевые отравляющие вещества). В 1920 году Нернст входил в комиссию, которая создала новый устав учреждения и имела менее компрометирующее название «Фонд технических наук кайзера Вильгельма».

### Нелетальные отравляющие вещества
Уже в октябре 1914 года на основе испытаний комиссии были разработаны «Ni-пули» на полигоне в Ван вблизи Кёльна, которые при детонации испускали порошкообразную смесь гидрохлорида дианизидина и хлор-сульфонат дианизидина (Ni-содержащий), что раздражало глаза и дыхательную систему. «Ni-пули» получили кодовое название «Чихательный порошок». Благодаря Карлу Дуйсбергу через несколько дней было произведено большое количество таких снарядов и уже 27 октября 1914 года они стали применяться впервые под надзором Нернста с западной стороны в битве при Нев-Шапель. Однако использование таких снарядов не наносило какого-либо существенного ущерба противнику. Настолько же безрезультатно было и использование гранат в январе 1915 года, которые содержали жидкое вещество, раздражающее глаза — ксилилбромид, и, так как они основывались на исследованиях химика Ханса Таппена, назывались «T-гранаты». Однако впоследствии использовались снаряды с другими раздражителями. Обстрел гранатами с раздражающим веществом по инициативе Нернста скоро дополнился, а потом и вовсе был заменён, на обстрел большим количеством раздражителя из заполненных канистр. Для этих целей он разработал соответствующие пневматические миномёты и убедился в их действенности при фронтовых использованиях 30 июля и 1 августа 1915 года на пойманных противниках. 

Вскоре после этого Нернст за «проведённые военные научные исследования» был награждён Железным крестом. В Берлинской иллюстративной газете сообщалось:.
И все заслуги и почести за химические исследования красуются на груди профессора и руководителя Берлинского университета Вальтера Нернста в виде почётного Железного крест I степени. […] И  после него многие немецкие учёные и исследователи посвящали своё время разработке нового и необычного оружия для победоносной немецкой армии.
Статья сопровождалась фотографией Нернста в очках, в форме и на лошади, и с подписью: «Тайный советник доктор Нернст [справа], известный физик, который выступает как научный консультант на поле».

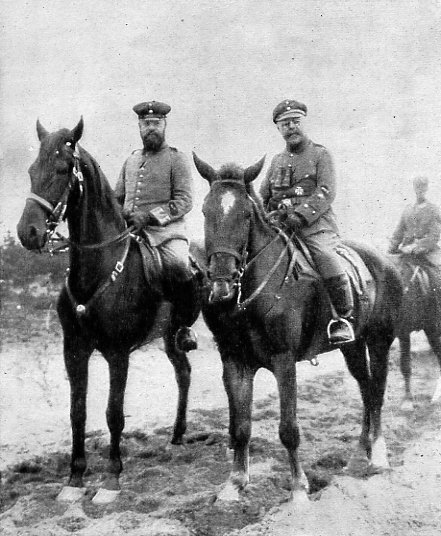
Тайный советник доктор Нернст (справа), известный физик, который выступает как научный консультант на поле

### Летальные боевые отравляющие вещества

#### Законность
Гаагские конвенции 1907 года были подписаны ещё до начала Первой мировой войны, как центральными державами, так и государствами Антанты, а также США, поэтому на момент войны положения конвенций являлись обязательными для всех этих государств. Несмотря на это, во время войны Германия и Австро-Венгрия, а также их противники США, Франция, Великобритания, Италия и Россия применяли смертельное химическое оружие. В статье 23 Гаагского соглашения (IV Гаагская конвенция о законах и обычаях сухопутной войны) применение химического оружия было запрещено, однако юрисконсульты обеих противоборствующих сторон оперировали её текстами, а именно пунктом а) «употреблять яд или отравленное оружие»; и пунктом д) «употреблять оружие, снаряды или вещества, способные причинять излишние страдания». Раздражители в любом случае не были указаны в этих статьях конкретно и использовались в качестве нем.  «Maskenbrecher» («разрушитель масок») в рамках нем.  «Buntschießens» (стрельба снарядами разных типов и калибров), то есть в сочетании со смертельно действующими боевыми веществами.

#### Синильная кислота, хлор, фосген, дифосген и трифосген
Незадолго до начала войны, а также после её начала со стороны немецких войск уже были попытки использовать фосген в качестве наполнителя бомб, которые они испытывали, сбрасывая их на стрельбище. Однако из-за технических проблем они оставили эти попытки. 23 октября 1914 года Нернст и Дуйсберг в своём первом докладе в военном министерстве рассматривали возможности применения синильной кислоты в качестве смертельно отравляющего вещества:
Когда мы получили синильную кислоту, возник вопрос, как на основании нашего опыта мы можем её зарекомендовать, если от нас требуется разработка такого отравляющего вещества, которое уничтожало бы противника. В этом деле помогает известный нам факт, что даже малейшее попадание этого вещества в дыхательные пути действует на человеческий организм катастрофически. Таким образом, нет ни одного вещества, которое было бы настолько же эффективно как синильная кислота.

Вначале Дуйсберг и Нернст (в отличие от Габера) думали над производством веществ, которые доставлялись бы к противнику при обстреле, для чего Дуйсберг запрашивал у специалистов перечень «сильных раздражителей», которые могли бы сохраниться после взрыва снаряда и были бы просты в изготовлении. Он быстро получил многочисленные предложения.[29] Тем не менее, после того, как Нернст отдал предпочтение «Ni-снарядам», и оказалось, что оно проявляет недостаточный военный урон, Фалькенхайн потребовал 18 декабря 1914 года у Эмиля Фишера изобрести «что-то, что подействует на врага так, что сделает его инвалидом». Фишер сообщил об этом Дуйсбергу, который в свою очередь объяснил министру, что «трудно найти вещество, которое вызывает смертельное отравление в чрезвычайно высокой степени разбавления». Однако, Нернст и Фишер не переставали искать. Они вместе с Дуйсбергом искали различные вещества, которые могли бы привести к летальному исходу в полевых условиях. Так получилось, что Фишер и Нернст в 1914 и 1915 годах независимо друг от друга провели предварительные исследования с синильной кислотой. Нернст познакомился с Фишером, и Фишер рассказал, что он настроен скептически по поводу пригодности вещества, но он «синтезировал безводный цианистый водород». Проведённые с синильной кислотой исследования выглядели неубедительно по техническим причинам. О результате исследований, проведённых Нернстом, писал Дуйсберг: 
Только тот кролик, который был в непосредственной близости от разрывной гранаты", отреагировал "сильно"; "другие 30 особей, которые лежали рядом в клетках, не проявили ни малейшего последствия» на «самое сильное из всех химических ядов вещество".
В то же время Габер предложил не стрелять, а распылять химическое отравляющее вещество. В конце 1914 года он предложил обдувать противника из баллонов под давлением газообразным хлором. Первое использование этого метода 22 апреля 1915 года во второй битве на Ипре, закончилось тем, что на стороне союзников было несколько тысяч убитых. В Германии этот день отмечается как «День Ипр». Разумеется, введённое Габером «Газовое обдувание» сильно зависело от ветра и могло использоваться только при хорошей дальней видимости. В «химически-отравляющей стрельбе», пропагандируемой Нернстом, этого недостатка не было, также как и в первых гранатах с фосгеном, изобретённых в феврале 1916 года во Франции. После этого в немецкой армии первоначальные газовые баллоны были заменены разработанными Нернстом снарядами, поражающими на большие расстояния, чем артиллерийские снаряды. Первоначально они содержали жидкий дифосген. Вскоре эти снаряды, помеченные зелёным крестом, при первом их применении 22-23 июня в 1916 году под Верденом, привели к высоким вражеским потерям. 

Нернст не мог избежать давления со стороны немецких военнослужащих. Комиссия Дуйсберга и Нернста принялась, параллельно с разработкой раздражителей, проводить эксперименты с фосгеном, сначала они добавляли к нему газообразный хлор, постепенно увеличивая концентрацию. Впервые этот состав использовался в конце мая на экспериментальной основе, причём как на Западном фронте против французских солдат, так и на Восточном. Нет ни одного упоминания о его мыслях и чувствах по этому поводу. Об использовании этого оружия при столкновении с русскими солдатами 12 июня 1915 года вспоминал Отто Ган: 
Мне было безумно стыдно и неспокойно. Сначала мы напали на русских солдат с газом, но когда мы увидели как бедолаги медленно и мучительно умирают, мы хотели помочь им нашим спасательным оборудованием для дыхания, только чтобы они выжили.
 Немецкие солдаты были снабжены масками, которые разработал Рихард Вильштеттер, так как без этого использовать в качестве примеси к хлору фосгена было невозможно. 

Другое развивающееся направление, поддержанное Нернстом, было связано с выделением фосгена из двух порошкообразных реагентов, которые в свою очередь использовались в, так называемых, «Т-гекса-гранатах». Это была смесь трифосгена и пиридина. Нернст разработал подходящие для этой цели снаряды и орудия. В марте 1915 года Дуйсберг писал: 
Самое главное - иметь твёрдое гекса-вещество (прим.: трифосген), которое распыляется в виде мелкого порошка, в смеси с пиридином, и эта смесь, медленно оседая в окоп, превращается в фосген. Это - самая подлая вещь, которую я когда-либо встречал.
 Кроме того, комиссия ввела в использование метилформиата под названием «К-материал», жидкий продукт реакции метанола и фосгена. Нернст разработал «C-мину», в которой содержался «K-материал», и которые, наряду с миномётами, были использованы на фронте против русских 29 июля 1915 года. В августе 1915 года Бауэр пишет: 
Мне было особенно приятно смотреть, что даже друг Нернста, который сначала сомневался и был против использования «К-материала», теперь поёт хвалебные песни, после того, как смог убедиться в боевой мощи этого оружия на примере сражения с русскими.
 На основании результатов «проведённого тестирования этого оружия на фронте», возвращённый в военной министерство Нернст высказал своё мнение о том, что «газовые мины могут быть использованы наряду с миномётами». Он доказал эффективность этого смертельного оружия «Зелёного креста», однако, оно по-прежнему нуждалось в улучшении. Нернст опасался, что его действие может ослабевать в зимний период.

### нем.Buntschießen(стрельба снарядами разных типов и калибров)
С 1917 года «нем. Buntschießen» (стрельба снарядами разных типов и калибров), разработанная Габером и Георгом Брухмюллером, используется с обеих воюющих сторон.. Это была смесь двух веществ: не смертельных, которые являлись раздражителями слизистых поверхностей, такие как «Синий крест» или «Белый крест», и смертельно действующих, таких как «Зелёный крест». При такой атаке первая группа веществ выступала в качестве «нем. Maskenbrecher» («разрушителя масок»): они проникали в фильтры противогазов, тем самым вызывая раздражение или тошноту, и вынуждали противника снять противогаз. Затем начинали действовать смертельные отравляющие вещества, которые иначе задержались бы фильтром противогаза.

## Легенды
В октябре 1914 года французские солдаты скрывались от немецких обстрелов посредством укрытия в гражданских зданиях, таких как винные погреба, а затем, при появлении немецкой пехоты, неожиданно нападали из укрытий на врага. Из-за этого «штурм французских деревень» требовал «несоразмерно больших жертв» со стороны честно воющей немецкой стороны. По этой причине Нернст был приглашён в штаб-квартиру Бауэра, «чтобы дать консультацию по поводу решения этой проблемы, и придумать как с помощью огня, дыма, раздражителей или „смердящих снарядов“ можно было бы сделать невозможным нахождение в таких укрытиях во время штурма». В результате этого обсуждения было решено, что нужны были пули-снаряды, которые должны были «воспламенять мебель и другие изделия из дерева за несколько минут», а также испускать «дым и раздражители», которые оказывают невыносимое воздействие на тело и органы чувств и «действуют от 10 до 20 минут (во время штурма)», чтобы «сделать пребывание человека в обстрелянных помещениях невозможным». 

Эти сведения противоречат ранним фактам, которые подтверждаются документами, в частности письмом, составленным Фалькенхайном, Дуйсбергом, Бауэром, Нернстом и Фишером. Уже в середине сентября 1914 года немецкое наступление по населённой местности остановилось, особенно на Западном фронте. Соответствующие документы подтверждают, что требуемые боевые химические отравляющие вещества на самом деле с самого начала задумывались как замена взрывчатым веществам, если последних окажется недостаточно, а также для атаки противников, которые укрываются в окопах. Таким образом, Карла Дуйсберга позиционировали как промышленного партнёра в разработке химического оружия, а таких учёных как Нернста и Габера как участников промышленного производства этих веществ. После войны Дуйсберг в своих мемуарах достоверно описывает, что инициатива к исследованиям и массовому производству подобных веществ осуществлялась в сентябре 1914 года, то есть ещё до перехода к позиционной войне, Максом Бауэром, тогда майором верховного командования. Впоследствии, по указанию Гинденбурга и министерства, Дуйсберг должен был изменить эту формулировку и утверждать, что это были действия, направленные на оборону, а также ответная реакция на вражеские газовые атаки. 

Про Нернста похожие легенды сохранялись вплоть до недавних времён. Примером этому может служить запись в «Новых немецких биографиях», изданной в 1998 году: 
Во время Первой мировой войны Н. занимался баллистикой и взрывчатыми химическими веществами.
 Аналогичная запись из других источников гласит: 
После 1915 он состоял в научной комиссии миномётного батальона I. Он должен был заниматься улучшением взрывчатых веществ. Он отказался использовать смертельные отравляющие газы.
 Тем самым автор рисует неверную картину, что Нернст фактически никогда не работал над созданием подобного оружия из этических соображений. Ещё в одном источнике сказано, что Нернст выступает против смертельных боевых отравляющих веществ по целесообразным причинам: 
Современнее, разумнее и рациональнее проводить войну не убивая противника, а лишь делая его небоеспособным.
 Другие авторы утверждают, что Нернст был вытеснен Габером, и поэтому не мог иметь задания, которое связано со смертельным химическим оружием: Нернст «экспериментировал с газами наркотического эффекта», но военным таких «безвредных бомб не хватило. И поэтому они отстранили его от такого рода исследовательских задач и выдвинули Фрица Габера для дальнейшего развития этого оружия». Авторы также утверждают, что Нернст отказался от своих работ по разработке и применению химических отравляющих веществ летом 1915 года после получения «Железного креста». 

Из официальных источников и личных документов имеются свидетельства, датированные не позднее 1915 года, об использовании смертельных отравляющих веществ, разработанных Нернстом. Остальные же были разработаны в основном под руководством Габера, который основывался на своих собственных исследованиях, а также был в первых рядах тех, кто поддерживал необходимость использовать химическое оружие. Нернст много лет тесно сотрудничает с Максом Бауэром, Карлом Дуисбергом и Габером. В конечном итоге были созданы необходимые условия для «успешного» применения смертоносных отравляющих веществ путём разработки соответствующих пуль и орудий для этих целей. 

Для Нернста не могло быть секретом и то, что при «нем. Buntschießens» (стрельба снарядами разных типов и калибров) в первую очередь действуют те боевые отравляющие вещества, которые не являются смертельными, известные как «нем. Maskenbrecher» («разрушители масок»), которые позволяют затем действовать смертельным веществам. 

И, наконец, Нернст разработал ракеты, которые содержали летальные отравляющие вещества, такие как хлор, фосген и дифосген, и часто, по требованию немецкой армии, посещал фронт, чтобы убедиться в их эффективности и предложить некоторые «улучшения». 

Кроме того, Нернст всю жизнь поддерживал дружбу с такими людьми как Карл Дуйсберг и Макс Бауэр, которые сыграли важную роль в развитии и использовании смертельного химического оружия и поддерживали эту отрасль всю жизнь. 

Однако Нернст был не одинок в своих стремлениях. Также как и он действовали тогда лауреаты Нобелевской премии Эмиль Фишер, Джеймс Франк, Отто Ган, Густав Людвиг Герц, Макс Планк, Йоханнес Штарк и Рихард Мартин Вильштеттер. Отто Ган является одним из немногих известных учёных, который признался позже, что он раскаивается в своей работе, которая помогала поддерживать Газовую войну. Немногие немецкие учёные в области биологии, химии и физики сразу отказались от использования и разработки подобного оружия и подтверждение этому факту, прямое или косвенное, находится также не для всех. Таких взглядов были, например, Макс Борн, Штаудингер и Адольф Виндаус. 

Работы Нернста были скрыты, завуалированы или представлены иносказательно во многих публикациях, особенно в первые десятилетия после распада Третьего рейха. Такое скрытное представление работ Нернста в других государствах касалось, в том числе, и бывшей ГДР. Однако даже в 2014 году в публикации, вышедшей в Берлинском университете имени Гумбольдта, деятельность Нернста во время Первой мировой войны представлена согласно такой легенде: «Во время первой мировой войны учёный занимался баллистикой и взрывчатыми химическими веществами». Причины этой дезинформации различны.

### Улучшение огнемёта
Большинство авторов включает Нернста в различные списки военных преступников за применение им боевых отравляющих химических веществ. Однако, вдова Фрица Габера в биографии своего мужа, напротив, заявила, что в список военных преступников «профессор Вальтер Нернст (изобретатель огнемёта) попал за изобретение огнемёта ». Позже, другой автор, согласился с этим. Известно, что огнемёты не были изобретены во время Первой мировой войны немцами, но вновь были введены в арсенал в усовершенствованном виде. Нернст же, к примеру, мог использовать свои работы по пневматическим метателям мин для технического усовершенствования огнемётов. Что же касается реализации и применения таких устройств, то тут решающую роль сыграл Макс Бауэр.

### Угрожающее уголовное преследование
Вскоре после капитуляции германской империи 11 ноября 1918 года были составлены и распространены списки людей, которые назывались «Списки военных преступников», и были различными по подлинности, составу и длине. Нернст, вместе с Карлом Дуйсбергом, Фрицем Габером и Вальтером Ратенау, находились в этих списках, как правило, в самом верху. Однако, присутствие в таких списках (в том числе и официальных), как указывает автор, не означает, что Нернст на самом деле «был объявлен военным преступником за свои военные исследования». 

Статьи 228 и 229 Версальского договора от 28 июня 1919 года обязывали немецкое правительство доставить в военные суды немцев, которых государства-победители обвинили в нарушении законов и обычаев войны. В соответствии со статьёй 230, немецкое правительство должно было представить любые документы необходимые для расследования. При этом правительства государств-победителей в меньшей мере были инициаторами в данной ситуации, так как они знали, что нарушения международного военного права происходили в такой же степени и с их стороны. Пресса же государств-победителей наиболее громко призывала к объяснениям, экстрадиции и осуждению. При этом государства-победители не полагались на информацию, предоставленную немецкой стороной. Они создавали свои следственные комиссии, которые проверяли захваченные химические заводы и опрашивали подозреваемых. В данной ситуации подозреваемым помогло то, что в комиссиях у них были знакомые коллеги. Так, глава британской комиссии, генерал Гарольд Хартли, обучался химии в Мюнхене у Рихарда Вильштеттера, а другой член комиссии работал у Габера в Карлсруэ. С постепенной ратификацией Версальского договора в конце июля 1919 года, Нернст, вместе со своим бывшим конкурентом Габером, подали протест в адрес Прусской академии наук и в академии нейтральных государств о том, что они «к их большому удивлению» должны привлекаться к ответственности перед военным судом также как и «обычные преступники». 

После вступления в силу Мирного договора от 16 июля 1919 года в течение нескольких месяцев оставалось непонятным, станут ли государства-победители настаивать на выдаче таких учёных как Нернст для расследования по подозрению в совершении военных преступлений. Для того, чтобы финансово обеспечить свою семью, Нернст продал приобретённые им годом ранее усадьбы около Темплина в Даргерсдорфе. В 1919 году он, как и Фриц Габер, переехал сначала в Швецию, а затем в Швейцарию. Между тем, в побеждённой Германии многочисленные публикации настраивали граждан против Газовой войны, причём Германию представили в качестве жертвы, использование боевых отравляющих веществ как самооборону, а победителей как жестоких мстителей. Так, в 1919 году, Эдуард Мейер инициировал создание призыва «Для чести, правды и права. Декларация немецких преподавателей высших учебных заведений к вопросу о экстрадиции», в которой говорилось:
Что требуется от нас? Чтобы мы лишили тысячи немецких граждан их гражданского права, экстрадировали их к мстительным врагам на убой, на издевательства, лишённые и капли справедливости и правосудия.
 И в том же году часть студентов опубликовала призыв «Против экстрадиции немецких учёных в зарубежные страны». Таким образом, те, кто попадал в списки экстрадиции, в итоге становились общенациональными любимчиками: 
После того, как Нернст некоторое время работал водителем, ему доверили военно-технические работы. Его успех и значимость лучше всего объяснялись тем, что его имя было в первых рядах тех, кого вражеские страны требовали выслать за границу.
В декабре 1919 года немецкое правительство издало закон «О судебном преследовании военных преступников», но это было скорее не выражение их собственных намерений, а выполнение формальностей перед победителем. В середине февраля 1920 года государства-победители договорились с Германией, что военные преступники будут преследоваться Верховным судом за причастие к военным преступлениям, но будет возможность отложить вопрос об их выдаче, если будет вынесено соответствующее судебное решение с немецкой стороны Фактически, немецкое правительство разоблачало тех учёных, которые участвовали в разработке химического оружия, но их деятельность касательно этого никогда серьёзно не изучалась. Это, в свою очередь, исключало возможность ссылки заграницу. В связи с этим учёные могли быть уверены, что риска преследования за участие в исследованиях боевых отравляющих веществ больше не существовало. Поэтому Нернст и Габер в конце 1919 года вернулись в Германию и возобновили свою деятельность в Берлине. После их возвращения из укрытия у союзников оба были допрошены о деятельности по разработке и производству химического оружия, но после этого их больше не беспокоили по этому вопросу. 

Присуждение Нобелевских премий Максу Планку в 1918 году, Фрицу Габеру и Йоханнесу Штарку в 1919 году, а в 1920 году и Нернсту, вызывало за границей осуждающие комментарии, но показало, что правительства союзников и международное научное сообщество не хотели больше продолжать разбирательства. И хотя список Межсоюзнической комиссии военного контроля в феврале 1920 года включал в себя почти 900 разыскиваемых, но к маю 1920 года он сократился до 45 имён и в нём не значился ни Нернст, ни Габер.

### Эпизод во Второй мировой войне
В 1940 году Нернст вступил в военно-морской флот, где получил приказ улучшить торпеды, которые использовались на немецких подводных лодках. До сих пор устройство торпед базировалось на сжатом воздухе, вместо этого Нернст предложил топливо для метальных зарядов, которое он разработал во время Первой мировой войны для метальных мин. Так как военно-морской флот не предоставил ему никакой подходящей литературы, он самостоятельно покупал литературу военно-морской тематики в книжных магазинах. Его работа в подвале его старого физико-химического института закончилась после взрыва пробного чугунного заряда.

## Политическая деятельность
Сначала Нернст был одним из тех, чьи политические убеждения едва ли отличались от подавляющего большинства его коллег, склоняясь в сторону утверждения авторитарного национализма. Однако с середины Первой мировой войны Нернст всё больше склоняется в пользу демократических и непредвзятых мнений. В связи с этим Альберт Эйнштейн, писавший некролог Нернсту в 1942 году, говорил следующим образом:
Нернст не был ни националистом, ни боевиком. [...] Скорее он был лишён всяких предрассудков.
 Существуют некоторые достоверные факты, свидетельствующие о его политических взглядах:
- Обращение «К цивилизованному миру»: Нернст был одним из тех, кто подписал манифест девяносто трёх немецких интеллектуалов «К цивилизованному миру!» от 4 октября 1914[71]. Содержание манифеста было направлено на оправдание вторжения немецких войск в Бельгию, которое противоречило международному праву, он отрицал зверства, учинённые немецкими войсками. Помимо этого, в манифесте говорилось о том, что «выступать защитниками европейской цивилизации меньше всего имеют право те, кто объединился с русскими и сербами, и дают всему миру позорное зрелище натравливания монголов и негров на белую расу», а также утверждал, что «без немецкого милитаризма, немецкая культура была бы давно стёрта с лица Земли». Нернст считал, что такие соображения 1914 года выделяют особую роль для Германии в политике, этике и культуре. Среди подписавших манифест было много коллег и друзей Нернста, таких как Фридрих Вильгельм Фёрстер, Фриц Габер, Филипп Ленард, Макс Планк и Рихард Мартин Вильштеттер, а также многие художники, которые были заподозрены в принадлежности к прусскому милитаризму, такие как Герхарт Гауптман, Энгельберт Хумпердинк и Макс Либерман. Мало кто из коллег Нернста отказался подписать данный манифест, но нашлись и такие, например, Альберт Эйнштейн и Герман Штаудингер.
- Открытое письмо в зарубежные страны: Позднее, примерно в то же время что и Фридрих Вильгельм Фёрстер, Нернст отказался от поддержания манифеста 93-х. Более того, он ещё в марте 1916 года, вместе с другими сторонниками этого манифеста, такими как Макс Планк, в открытом письме к голландскому коллеге Хендрику Антону Лоренцу писал[72][73], что данный вызов это «явное признание немецких учёных и художников в том, что они не намерены отделяться в этом вопросе от немецкой армии, поскольку немецкая армия есть не что иное, как немецкий народ с оружием в руках, и они ничем не отличаются от учёных и художников, которые также неразрывно связаны с орудием собственной профессии».
- Ограничения подводной войны: 18 февраля 1915 года немецкая подводная лодка с названием «Безграничный» совершила нападение на безоружные гражданские корабли. После того как 7 мая 1915 года немецкая подводная лодка опять потопила пассажирский корабль «Лузитания» и около 1200 гражданских пассажиров погибли, поднялась буря протеста против германского рейха даже в нейтральных странах, однако 6 июня 1915 нападение повторилось снова, в этот раз на Большой пассажирский пароход. После того как в августе 1916 года Пауль фон Гинденбург и Эрих Людендорф заняли верхушку Главного командования, они настаивали на дальнейшем развитии и распространении военных подводных лодок. Нернст, также как и его друг, Вальтер Ратенау, и хороший знакомый, канцлер Теобальд фон Бетман-Гольвег, боялся, что в случае распространения подводных лодок, США отрекутся от своего нейтралитета и вступят в войну против центральных держав. В то время Нернст был на хорошем счету у императора за свои военные исследования и поэтому смог добиться у него аудиенции. Однако, к несчастью для него, Гинденбург и Людендорф тоже присутствовали на этой встрече. Людендорф резко перебивал и обрывал Нернста и не позволял сказать ему ни слова. Попытка Нернста была неудачной, и то, чего он опасался, произошло вскоре после этой аудиенции. В начале января 1917 года верхушка Главного командования получила согласие императора на возобновление неограниченной активности подводных лодок, 1 февраля 1917 года они начали действовать, а 6 апреля 1917 США объявили войну Германской империи[49][74][75][76]. После этого все попытки Нернста добиться переговоров у императора были тщетны[49].
- Меморандум Дельбрюка: Историк Ханс Дельбрюк был одним из тех, кто подчёркнуто утверждал ещё в начале Первой мировой войны, что даже военная победа империи не изменила бы необходимости проведения внутренних реформ. Поэтому он требовал ликвидации прежнего цензового избирательного права в Пруссии в пользу общего, равного, тайного и независимого права выборов в рейхстаг, а также признание права заключения коалиций и профсоюзов. Он также знал о том, что император говорил о необходимости проведении реформ, но отложил их введение в начале Первой мировой войны на неопределённый срок. Поэтому Ханс Дельбрюк изложил свои требование в меморандуме и 13 июля 1917 года публично огласил их императору. Нернст был одним из немногих, кто составил «Круг Дельбрюка», подписав меморандум вместе с: Александром Доминикусом, Паулем Рорбахом, Фридрихом Тиммом, Эмилем Фишером, Фридрихом Майнеком, Адольфом фон Гарнаком и Эрнстом Трёльчом[72][77][78][79][80]. Некоторые авторы отмечают, что с 1914 по 1918 года Нернста называли «Консультантом императора Вильгельма II»[62][81]. Вполне очевидно, что с момента подписания Нернстом меморандума, а точнее с июля 1917 года, Нернст больше не пользовался «милостью императора»[52].
- Операции по поддержанию мира: Нернст неоднократно встречался по своему желанию, а также по рекомендации своего друга и канцлера Теобальда фон Бетман-Гольвега, в неофициальной обстановке в Брюсселе (с мая 1915 по ноябрь 1916) года с банкиром и филантропом Францем Моисеем Филиппсоном[82], сыном Людвига Филиппсона, для обсуждения возможности мирных переговоров. После отставки в июле 1917 года Теобальда фон Бетман-Гольвега, Нернст совершил последнюю попытку переговоров в декабре 1917 года[49][50][83] уже самостоятельно. Эта встреча была проведена с разрешения рейхстага и состоялась 19 июля 1917 года. Нернста поддерживали в основном социал-демократы, которые были с 1912 года самой большой группой, а также парламент, содействие которого, как такового, было не очень уместно, как для профессорской должности Нернста, так и для его позиции. Густав Рот в своём письме к Эдварду Шрёдеру в июле 1917 года писал о меморандуме Дельбрюка[84][77]:Нернст, который является одним из главных сторонников политики Бетман-Гольвега, очень открыто выражает желание, чтобы император отрёкся от престола в пользу наследного принца. Это особенно императора не шокировало, так как это его обязанность, но наследный принц один из его сторонников настолько же, насколько и послушный слуга парламента. Правительство должно это отметить. Политические взгляды большинства академических коллег Нернста стали понятны, когда в октябре 1917 года около 1100 немецких преподавателей высших учебных заведений подписали манифест «Немецкие университетские преподаватели против рейхстага», в котором они объявили себя противниками мирных переговоров, а также народными представителями, которые отказывали депутатам в праве голоса в переговорах. Такие заявления и требования возникли из-за того, что избранный ещё до начала войны рейхстаг не привёл бы «волю народа в исполнение, особенно на данный момент, когда ситуация полностью изменилась». Таким образом, Нернст в то время оказался совершенно без союзников[85][86].

Документально ни в одной из нижеследующих общественных акций Нернст не участвовал:
- Декларация от преподавателей университета немецкого Рейха от 23 октября 1914 года, которую подписали: Макс Борн, Дильс Герман,Отто Ган, Макс фон Лауэ, Макс Планк, Генрих Рубенс, Эмиль Варбург и Рихард Мартин Вильштеттер[87];

В обращении Георга Фридриха Николая к европейцам 1914 года, его поддержали: Альберт Эйнштейн, философ Отто Бук и Фридрих Вильгельм Фёрстер;
Людвиг Штайн опубликовал заявление в ежемесячном журнале «Север и Юг» (поддержали почти 40 учёных);
«Seeberg-Adresse» от 20 июня 1915 года собрал более 1300 подписей, в том числе 352 преподавателей высших учебных заведений;
Петиция Дельбрюка от июля 1915 года, которую подписали около 140 представителей интеллигенции, в том числе Альберт Эйнштейн, Давид Гильберт, Макс Планк и Генрих Рубенс.
- Защита Эйнштейна: Некоторые учёные и журналисты были серьёзно настроены против еврейского происхождения Эйнштейна и всерьёз использовали это как аргумент против его научных идей и против его личности в целом. После Первой мировой войны враждебность возросла. В феврале 1920 года он был вынужден прервать чтение лекции в Берлинском университете из-за антисемитских издевательств. В августе того же года против Эйнштейна и его теории была учреждена «группа немецких естествоиспытателей для сохранения чистой науки», которую возглавлял Пауль Вейланд, которая издала ряд публикаций, а также провела по этому поводу несколько собраний в Берлинской филармонии. Однако доклады и тексты исходили по большей части от известных антисемитских и непрофессиональных авторов, таких как Эрнст Герке, Отто Краус, Филипп Ленард, Отто Люммер и Макс Вольф и сводились к тому, чтобы дискредитировать Эйнштейна как плагиатора, назвать теорию относительности дадаизмом, а последователей этой теории — «рекламными деятелями» [19]. Макс фон Лауэ вместе с Нернстом и Генрихом Рубенсом, а также по соглашению с Арнольдом Зоммерфельдом, писали в «Берлинскую ежедневную газету» ответ в защиту личности и преподавательской практики Эйнштейна от 26 августа 1920 года, в «Ежедневную хронику» от 29 августа 1920 года, а также другие берлинские газеты. Статья вышла под заголовком «Обсуждение теории относительности. Ответ г-ну Паулю Вейланду». В нём говорилось[68][95][96][97][98][99][100]: Кто имеет удовольствие ближе знать Эйнштейна, точно скажет, что он превзойдёт любого в уважении к чужой интеллектуальной собственности, в личной скромности и отвращении к саморекламе. В связи с нашими убеждениями появляется необходимость требовать справедливости тем больше, что до вчерашнего вечера в этом не было необходимости.
- Чествования Ратенау: Нернст завязал дружбу с Вальтером Ратенау ещё в то время, когда последний был совсем молодой, и сохранил верность этой дружбе на протяжении многих лет, даже когда их политические взгляды расходились. В то время как Нернст искал пути международного перемирия во время Первой мировой войны, Ратенау больше был на стороне Империи. После убийства Ратенау антисемитской группой 24 июня 1922 года, Нернст выступил с речью в фундаментальном Берлинском университете, чествуя Ратенау как очень хорошего друга, честного человека, политика и замечательного учёного, а также говоря об его «вероломном убийстве», как о грехе по отношению к человечеству. Нернст также говорил о том, что Ратенау был «последним верным слугой республики, но, конечно, не республиканцем в обычном смысле этого слова», тем самым заставив своих слушателей понять, что он и сам был на стороне республики. Это признание новой формы правления, а также признание Ратенау, несмотря на его еврейское происхождение, повлекло за собой некоторую агрессию и, безусловно, требовало смелости[101].
- Поддержка Бауэра: Во время Первой мировой войны Макс Бауэр был важен для Нернста как посредник Военного Министерства и Верховного Главнокомандования. Несмотря ни на какие различия, Нернст работал с Бауэром охотно и говорил: «Бауэр — выдающийся учёный, особенно в области физики»[102]. Однако, после Первой мировой войны вместе с Вальдемаром Пабстом, Макс Бауэр был одним из тех, кто участвовал в убийстве Розы Люксембург и Карла Либкнехта, а также основал «Национальную ассоциацию» и в 1920 году поддерживал Капповский путч. Примерно в это же время, Нернст уже совершенно ясно дал понять, что он на стороне республики. Тем не менее, Нернст принимал Бауэра в своём доме в Берлине, в то время как переворот провалился, а Бауэр был объявлен в розыск. После Нернст вспоминал:Лишь после долгих уговоров, и после того, как он укрепил здоровье в тишине моего бывшего дома в Карлсбад, он решил бежать. Спустя некоторое время Нернст посетил Бауэра за рубежом. То, что Нернст написал об этом визите, является доказательством того, почему он, несмотря на все различия между ними в подходах к политике и отношении к насилию, поддерживал Бауэра :Когда я посетил его спустя долгое время, я нашёл его в очень подавленном состоянии, и не из-за больших лишений, которые, конечно же, не пощадили его, но из-за невозможности работать для своей страны[103]. Нернст также был среди тех, кто с большим усердием агитировал для амнистии Бауэра[104], так что Бауэр, в конечном счёте, вернулся в Германию в 1926 году, а годом позже эмигрировал в Китай.
- Веймарский круг: В феврале 1926 Нернст был среди тех, кто подписал некоторое обращение, тем самым откровенно признавшись в том, что является сторонником Веймарской республики. Также среди подписавших были такие профессора как: Ханс Дельбрюк, Адольф фон Гарнак, Вильгельм Каль, Фридрих Мейнек, Густав Мейер, Карл Сталин и Вернер Вайсбах. Текст обращения критиковал отказ от «перестройки государства», которое являлось парламентской демократической республикой, и преподаватели высших учебных заведений утверждали, что такое отношение приведёт к «искреннему национальному желанию» академической молодёжи «пойти по неправильному пути». Это объединение, состоявшее из профессоров высших учебных заведений, подписавших вызов, а также из их единомышленников, собиралось несколько лет в разных местах[105][106][107]. Участие Нернста показывает, что он полностью отрёкся от своего прежнего имперского лояльного отношения, но в то же время он держался поодаль и от враждебных демократии правой и левой идеологий. Последняя встреча ассоциации была проведена в 1932 году, через полгода после того, как первые члены были устранены нацистским режимом.
- Поддержка Макса фон Лауэ: Макс фон Лауэ был одним из немногих авторитетных учёных, которые состояли в оппозиции Третьему рейху. Это также включало в себя и отрицательное отношение к дискриминации по признаку происхождения, так он был против увольнения Фрица Габера и по этой же причине отказался быть представителем общества «Немецкие физики», коим являлся, например, Филипп Ленард. Нернст поддерживал Лауэ, хоть и показывал это лишь в частном порядке[100].
- Международные контакты: Нернст в значительной степени замкнулся с момента выхода на пенсию из академии в 1932 году. Однако он продолжил поддерживать контакты не только в Германии, но также и с иностранными лицами и научными учреждениями. Он совершенно верно предполагал, что Третий рейх добивался военной конфронтации с другими государствами. В 1939 году, за несколько недель до того как Великобритания объявила войну Германской империи, после её вторжения в Польшу, он обращался к члену Королевского общества сэру Альфреду Чарльзу Глину Эггертону, будучи уверенным, что их дружба остаётся в силе «независимо от того, что может случиться»[108].
- Против антисемитизма: Во многих европейских странах с конца XIX века стали развиваться антисемитские направления. Особенно в Германском рейхе, после поражения в Первой мировой войне. Соответствующие обвинения посыпались в сторону евреев, как и дискриминация в связи с происхождением. Особенно это отражалось на выдающихся учёных еврейского происхождения. В 1935 году, после консультации с Бернгардом Рустом, был приглашён Людвиг Бибербах, чтобы сделать родословную Нернста для исследования вопроса о «расовом происхождении лауреатов Нобелевской премии». К разочарованию заказчика, происхождение оказалось чисто «арийское»[5]. Нернст не имел никаких возражений по поводу замужеств его дочерей Анжелы и Хильде, которые были замужем за евреями, однако под давлением нацистской дискриминации они эмигрировали за границу. Нернст защищал, своего давнего еврейского друга Альберта Эйнштейна и Вальтера Ратенау и публично, и в частном порядке от антисемитской клеветы. Фриц Габер был крещён, но был еврейского происхождения, и находился во время Империи на удалённых условиях, на что было несколько причин. Сыграли свою роль научные дискуссии, на такие темы как синтез аммиака, конкуренция вокруг транспортных средств и позиций, частные экономические интересы и, не в последнюю очередь, поддержка Нернста с его уверенным выступлением и внушающим страх расположением к находчивым и оскорбительным высказываниям. В отличие от других, Нернст никогда не отрекался от Габера и не использовал его еврейское происхождение против него, в отличие, например, от Филиппа Ленарда, Йоханесса Штарка и Вильгельма Вина[27][61][109].

## Руководитель, основатель и организатор
Нернст был научным руководителем некоторых учёных, сторонником и организатором научных организаций и мероприятий. Со временем он добился процветания и благосостояния, однако не перестал щедро задействовать собственные средства, взял на себя функцию переговоров с меценатами, а также специалистами индустрии и экономики.
- Общество Бунзена: В 1894 году Нернст стал соучредителем Немецкого электрохимического общества (с 1902 года Немецкое общество прикладной физической химии имени Бунзена), с 1898 по 1901 года был редактором выпущенного этой компанией Журнала по электрохимии, а с 1905 по 1908 год являлся его первым председателем. В 1912 году он был назван почётным членом общества, а спустя два года его наградили «Памятной медалью Бунзена».
- Институт физической химии: Нернст содействовал, как и другие студенты Оствальда (Бекман, Ферстер и Ландольт), созданию физико-химических факультетов и кафедр в немецких университетах[110].
- Государственное химическое учреждение: В 1897 году был создан «Физико-технический институт» (нем. PTR). В 1905 году Нернст с Эмилем Фишером и Вильгельмом Оствальдом составили меморандум об основании сообщества, которое, подобно нем. PTR, должно было использовать промышленные и государственные средства для проведения исследований в области химии, оно было названо Государственное химическое учреждение и открылось в марте 1908 года. Однако в январе 1911 года было основано общество, названное «Общество императора Вильгельма по поддержке науки» (нем. KWG) с Адольфом Гарнаком в качестве его президента[111]. Оба учреждения согласились заключить контракт на строительство двух первых исследовательских институтов (Институт химии им. императора Вильгельма, а также Институт физической химии и электрохимии им. императора Вильгельма). Нернст был постоянным участником, а Эмиль Фишер стал председателем комитета по управлению нем. KWG[112][113][114][115].
- Первый конгресс Сольве: В 1910 году Нернсту удалось уговорить бельгийского промышленника Эрнеста Сольве провести конгресс (названный «Конгрессом Сольве»), имеющий международное значение для физиков и химиков, который проходил в Брюсселе в 1911 году. Встреча служила главным образом для обсуждения новых теорий Планка и Эйнштейна и была настолько успешной, что до 1948 состоялась семь раз под этим названием[34][52].

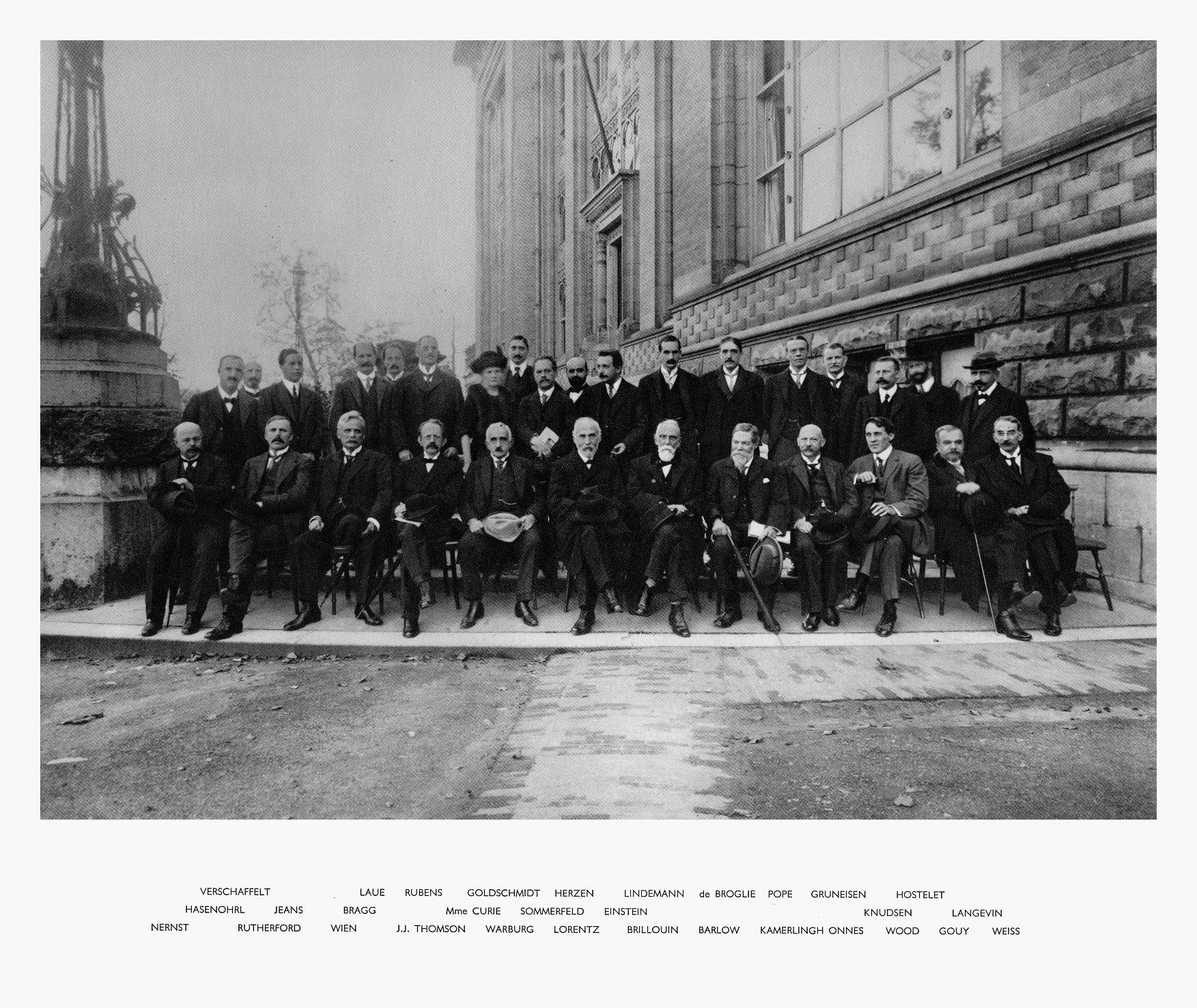
Участники Первого конгресса Сольве

- Привлечение Эйнштейна: Нернст знал Эйнштейна лично, по крайней мере, с 1910 года, и считал, что самое большое организационное достижение было проведено им вместе с Максом Планком в 1913 году, когда они долгими уговорами добились, чтобы Альберт Эйнштейн в 1914 году переехал из Цюриха в Берлин. Есть сведения о том, что Эйнштейн тогда изначально жил с семьёй Нернста, и они вместе музицировали. Между этими двумя людьми в последующие годы и на протяжении всей жизни развивалась и закреплялась взаимная профессиональная и личная признательность[116][117]. ПривлечениеЭйнштейна показало не только отношение Нернста и Планка к потенциалу молодого учёного, но также продемонстрировало их социальную смелость, потому что Эйнштейн был тогда весьма спорной фигурой, учитывая не только отношение к его научной деятельности, но и к нему как физическому лицу. Даже в то время некоторые известные немецкие учёные пытались возбуждать против Эйнштейна антисемитские разговоры. Даже Арнольд Зоммерфельд, который позже оказался среди политических сторонников Эйнштейна, в то время выражался довольно абстрактно насчёт отношения к евреям[22][50].
- Институт физики имени кайзера Вильгельма: В марте 1914 года сенат «Общества кайзера Вильгельма» (нем.  KWG) по просьбе Фрица Габера, Вальтера Нернста, Генриха Рубенса и Эмиля Варбурга решили совместно с «Фондом Коппеля» открыть «Институт физических исследований им. кайзера Вильгельма». Он должен был находиться в ведении недавно призванного Эйнштейна. Однако начало Первой мировой войны отложило реализацию до июля 1917 года. Альберт Эйнштейн стал директором «Института физики им. кайзера Вильгельма», который также принадлежал Вальтеру Нернсту, Фрицу Габеру, Максу Планку, Генриху Рубенсу и Эмилю Варбургу, которые выступали в качестве совета директоров. Сегодня этот институт называется «Институт физики им. Макса Планка» .
- Фонд военно-технических наук имени кайзера Вильгельма: В качестве совместной инициативы химической промышленности, основателя и промышленника Леопольда Коппеля, прусского министра культуры Фридриха Шмидт-Отта, а также главы «Института физической химии и электрохимии им. кайзера Вильгельма» Фрица Габера, в 1916 году был основан Фонд военно-технических наук им. кайзера Вильгельма (KWKW). Их существование и функционирование должны были, конечно же, оставаться в секрете из-за войны, поэтому и сохранившаяся документация, относящаяся к этому фонду, довольно скудная. Основной целью было центральное управление военными исследованиями немецкого рейха. Однако нем. KWKW так до конца войны эту задачу и не выполнил, он скорее выполнял роль экспертной комиссии. Нернст был руководителем экспертной комиссии III (физика), которая разрабатывала новые химические снаряды и конструкцию соответствующих орудий. Он сотрудничал с экспертной комиссией II (химические боевые отравляющие вещества), руководителем которого был Фриц Габер. После войны Герман Эмиль Фишер призывал расформировать нем. KWKW, в чём его особенно поддерживал Фриц Габер. Однако вместо этого в 1920 году Прусской академией наук была создана комиссия, в которую были назначены также Нернст и Фриц Габер. Новая конституция, с учётом условий Версальского договора, дала организации более корректное название «Фонд технических наук им. кайзера Вильгельма» (KWTW)[27][34].
- Ассоциация помощи немецкой науки: Эта ассоциация, предшественница Немецкого фонда научных исследований (нем.  DFG), была основана в октябре 1920 года для того, чтобы «немецкие научные исследования, ввиду нынешнего экономического положения, были менее уязвимы и не подверглись полному краху»[118].

Фриц Габер и Фридрих Шмидт-Отт являются инициаторами и учредителями Прусской академии наук. Менее известный факт, что Нернст на протяжении многих лет играл ключевую роль в обеспечении того, чтобы после основания Прусской академии «удалось, как во времена Веймарской республики, так и в период нацизма, в дополнение к двум крупнейшим неуниверситетским научно-исследовательским институтам — Академии наук и обществу императора Вильгельма — добавить ещё один столп в немецкий научный ландшафт» [112]. Решающим фактором для этого стало успешное привлечение финансирования не только со стороны правительства, промышленности и Фонда Рокфеллера, но и из других, менее стабильных, источников. С другой стороны, было важно, что эти средства выделялись специально для таких лиц и проектов, от которых можно было бы ожидать научных достижений. Нернст, наряду с Фрицем Габером, Максом фон Лауэ и Максом Планком, принадлежал к тем, кто имел эту привилегию.

## Награды и членство
- Нобелевская премия по химии в 1920 году, награждён в 1921 году «В знак признания его термохимической работы» (III Закон).

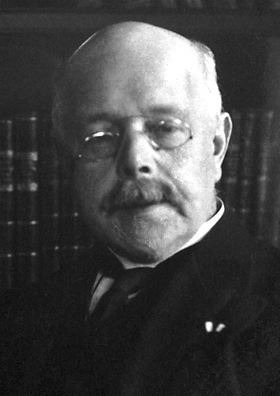
Нобелевская фотография Вальтера Нернста (1921)

- Почётный доктор философии (Грац), почётный доктор медицины (Эрланген и Гёттинген), почётный доктор технических наук (Данциг), доктор наук (Оксфорд).
- Действительный член Академии наук в Берлине, Будапеште, Гёттингене, Ленинграде, Модене, Мюнхене, Осло, Стокгольме, Турине, Венеции и Вене.
- Обладатель ордена «Pour le Mérite» («За заслуги»).
- 1923 член-корреспондент Российской академии наук (с 1926 почётный член Академии наук СССР).
- С 1932 года — иностранный член Лондонского королевского общества[122][123].

## Интересные сведения
- Говорили, что Нернст начинал свои лекции по термодинамике с заявления: «Первое начало термодинамики покоится на плечах многих, второе начало — на плечах немногих, третье начало на плечах одного — моих»[124].
- Очень не любил и никогда не применял понятия энтропии. В своих термодинамических исследованиях он пользовался понятием работы квазистатического процесса, что делало изложение гораздо менее ясным и доступным[124].
- Нернст в часы досуга разводил карпов. Однажды кто-то глубокомысленно заметил: «Странный выбор. Кур разводить и то интересней». Нернст невозмутимо ответил: «Я развожу таких представителей фауны, которые находятся в термическом равновесии с окружающей средой. Разводить теплокровных — это значит обогревать на свои деньги мировое пространство»[125].
- На столе у Нернста стояла пробирка с органическим соединением дифенилметаном, температура плавления которого 26 °С. Если в 11 утра препарат таял, Нернст вздыхал: «Против природы не попрёшь!» И уводил студентов заниматься греблей и плаванием[125].

## Память
В 1970 году Международный астрономический союз присвоил имя Вальтера Нернста кратеру на обратной стороне Луны.

## Ученики

### Доктора наук
При участии Нернста защитили диссертационную работу: Леонид Андрюссов, Карл Бедекер, Карл Фридрих Бонхёффер, Эрнст Бёрджин, Фридрих Долезалёк, Эрих Фишер, Карл Фреденхаген, Фриц Ланге, Ирвинг Ленгмюр, Фредерик Линдеманн, Маргарет Мелтби, Курт Петерс, Маттиас Пирс, Эмиль Подцус, Ганс Шиманк и Франц Юджин Саймон.

### Хабилитированные доктора наук
- Макс Боденштейн
- Арнольд Эукен

## Работы
- Theoretische Chemie vom Standpunkte der Avogadroschen Regel und der Thermodynamik. Stuttgart 1893.
- mit A. Schoenflies: Einführung in die mathematische Behandlung der Naturwissenschaften, Verlag von Dr. Wolff München & Leipzig 1895.
- Die theoretischen und experimentellen Grundlagen des neuen Wärmesatzes. Halle/Saale, Knapp 1918.
- Das Weltgebäude im Licht der neueren Forschung, Springer Verlag 1921.